# بلرام
بلرام (بالسنسكريتية: बलराम)، (بالإنجليزية: Balarama)‏، هو إله هندوسي والأخ الأكبر لكريشنا. إنه ذو أهمية خاصة في تقليد جاغاناث، كواحد من الآلهة الثلاثية. يرتبط بالزراعة والمزارعين، باعتباره الإله الذي استخدم المعدات الزراعية كأسلحة عند الحاجة. يوصف أحيانا بأنه تجسيد للشيشة، الثعبان المرتبط بالإله فيشنو. وتعتبره بعض التقاليد واحدًا من عشرة صور رمزية رئيسية لفيشنو نفسه.